# Koldenbüttel
Koldenbüttel (północnofryz. Koolnbütel, dolnoniem. Kombüddel) – gmina w Niemczech w kraju związkowym Szlezwik-Holsztyn, w powiecie Nordfriesland, wchodzi w skład urzędu Nordsee-Treene.

## Osoby urodzone w Koldenbüttel
- Christian Heinrich Friedrich Peters – niemiecko-amerykański astronom
- Wilhelm Peters – naturalista